# واحة القطارة

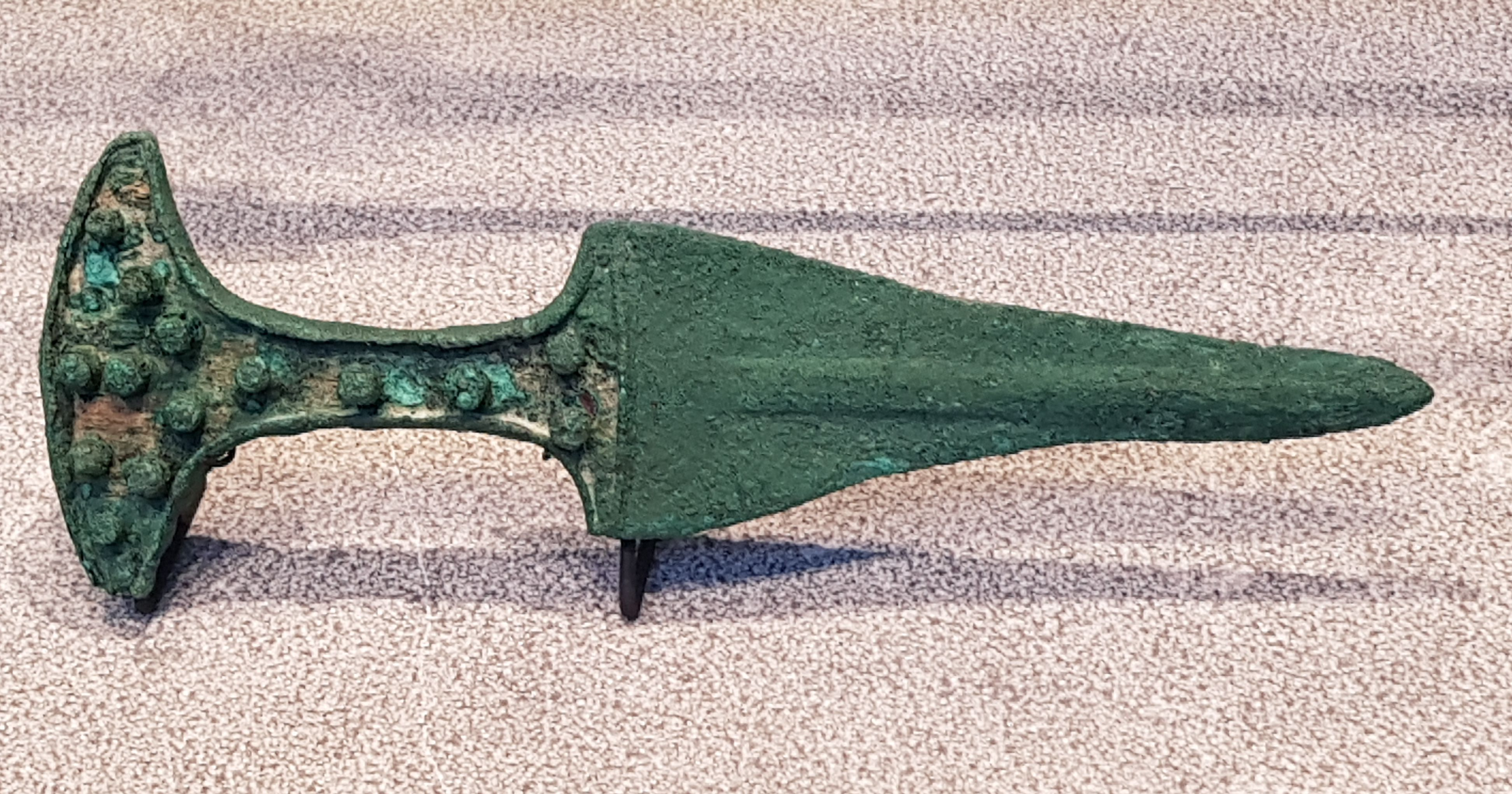
خنجر من العصر الحديدي يعود تاريخه إلى 1000 قبل الميلاد من واحة القطارة. عرض في متحف اللوفر أبوظبي على سبيل الإعارة من متحف العين.

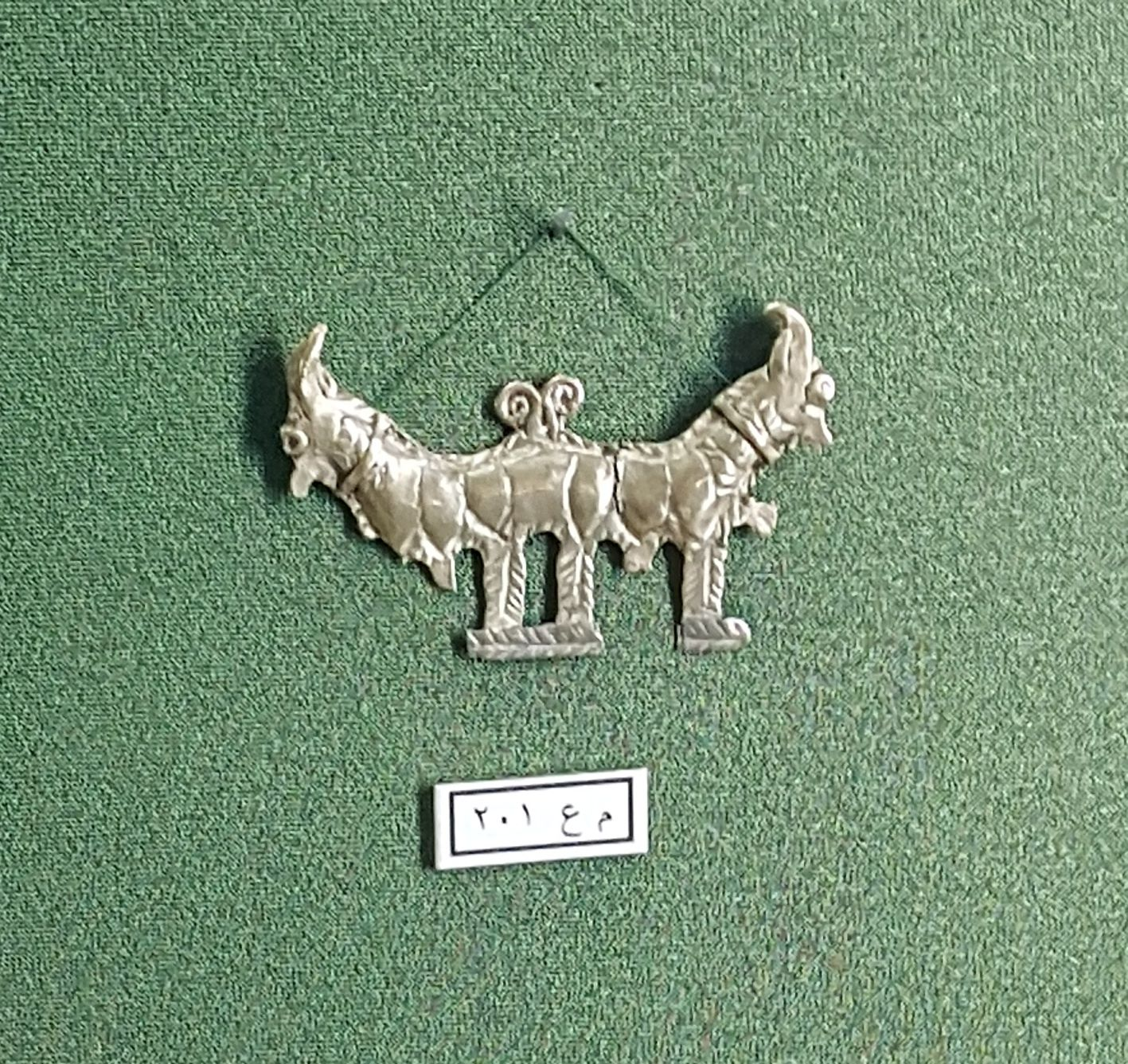
قلادة تصور زوجًا من الحيوانات المتشابكة ذات القرون الموجودة في واحة القطارة

وَاحَـة الْـقَـطَّـارَة هي منطقة مزروعة بنخيل التمر في العين، الإمارات العربية المتحدة عن طريق نظام الري بالفلج بالإضافة إلى نظام أثري من العصر البرونزي المتأخر موقع يعود تاريخه إلى 1800-1500 قبل الميلاد. تم مسح الواحة على نطاق واسع من قبل طلاب من جامعة العين منذ عام 2015، وهي موطن لـ 19 مبنى من العصور القديمة المختلفة، تسع منها مساجد. ويعتقد أن من بين هذه الآثار أقدم المباني التي لا تزال قائمة في العين.
تحتوي الواحة على العديد من المعالم التاريخية و الأثرية التي تعود إلى 400 عام مضت، ومنها المساجد  والمدافن والأسواق القديمة، والتي تعكس طبيعة العادات و الطقوس التي كانت سائدة في تلك المنطقة قديماً.كما تحوي على أثار ضاربة في القدم ومن بينها مدفن محفور بطول 14 متر يقع شرق الواحة ويحتوي على مجموعة من القطع الأثرية التي يتراوح عمرها بين 3000و4000عام.

## انظر أيضاً

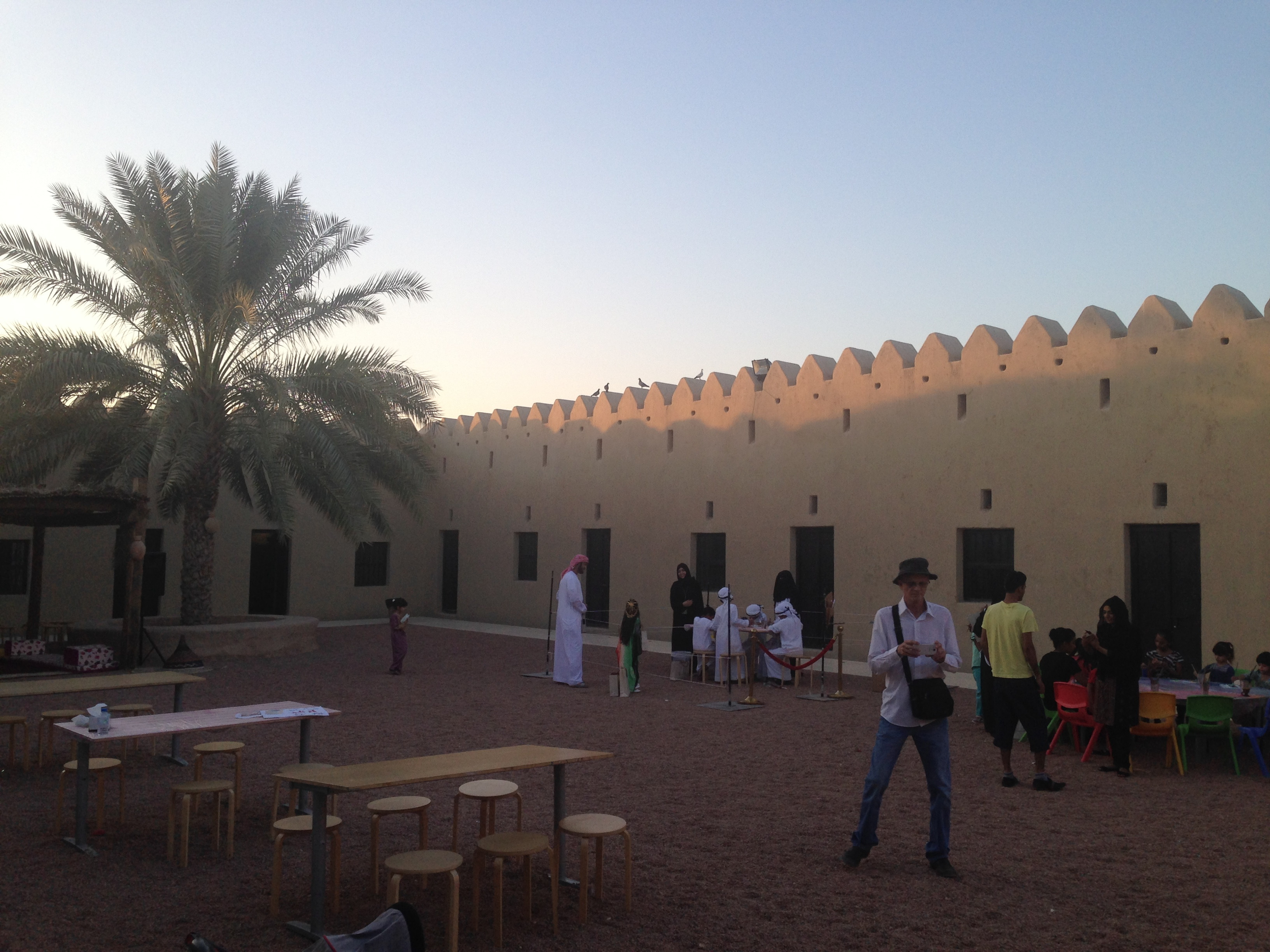

#### أهم معالم واحة القطارة
- سوق القطارة
- مركز القطارة للفنون
- برج الدرامكة
- مدفن القطارة